# La Poste Burkina Faso
Pour les articles homonymes, voir La Poste.
La Poste Burkina Faso, alias La Poste BF, est l’opérateur public du service postal au Burkina Faso. Elle est responsable du service postal universel. En décembre 2018, l'ancienne Société nationale des postes du Burkina (SONAPOST) a changé de dénomination et d'identité visuelle, devenant « La Poste Burkina Faso ».
La Poste BF est instituée par les décrets du 28 avril 1997, elle est investie des mêmes missions que l’ancien Office national des postes (ONP), Société nationale des postes issue de la scission entre la poste et les télécommunications en février 1987.
L'entreprise publique a pour principale mission la distribution du courrier dans le pays.

## Historique

Transformée en société d’État par le décret n°94-414/PRES/MCC/MCIA du 21/11/94 sous la dénomination de Société Nationale des Postes (LA POSTE BF), est une société d’État  doté d’un Conseil d’Administration et de la personnalité morale et jouissant d’une autonomie financière. Sa durée de vie est fixée à 99 ans à partir du jour de sa constitution. Le capital social est de 2.590 millions de F C FA  détenus entièrement par l’État.
Elle est placée sous la triple tutelle :
- du Ministère du développement de l’économie numérique et des Postes, qui exerce la tutelle technique et veille à ce que l’activité s’insère  dans le cadre global des objectifs fixés par l’État;
- du Ministère de l'économie,des Finances et du Développement qui assure la tutelle financière;
- du Ministère de l'industrie, du commerce et de l’artisanat qui exerce la tutelle de gestion.

L'actuel Directeur général se nomme Monsieur Bamory OUATTARA, Administrateur des Services Financiers

### Anciens directeurs
- Laurent BANDAOGO, 1961-15/12/1963
- André M. KAMBIRE, 15/12/1963-1968
- Mamadou SIMPORE, 28/10/1968-23/08/1977
- Gabriel SEMPORE, 24/08/1977-26/01/1983
- Salam OUEDRAOGO, 27/02/1983-24/01/1984
- Seydoux B. BASSAVE, 25/01/1984-04/12/1984
- Ganet G. SOME, 05/12/1984-02/10/1986
- Jacques Y. SAWADOGO, 03/10/1986-05/04/1987
- Jean De Dieu SOMDA, 06/04/1987-24/01/1990
- Laurent R. BONKOUNGOU, 24/01/1990-30/12/1997
- Daouda TRAORE, 31/12/1997-10/09/2001
- Arthur P. KAFANDO, 11/09/2001-24/05/2011
- Paul G. BALMA, 24/05/2011-22/04/2013
- Salam SANFO, 25/04/2013-27/11/2015
- Ambroise Y. OUEDRAOGO, 25/11/2015-10/05/2017
- Nabi Issa COULIBALY Août 2017-13/03/2020

## Activités
La Poste Burkina Faso assure plusieurs domaines d’activité : produits courrier, produits financiers, transfert d'argent.

### Produits courrier
Expédition, réception, solutions express et transports de colis.
- Post'Éclair: Doté d'une importante logistique et un personnel compétent et disponible, Post'Éclair collecte,traite et livre partout au Burkina Faso les plis, colis et Paquets au bureau ou à domicile. Il couvre l’ensemble du réseau postal au Burkina Faso. Post'Éclair offre un traitement rapide, sécurisé, fiable de votre courrier tout en prenant en compte vos besoins particuliers.  
- Le courrier d’entreprise: prestation proposée aux institutions, entreprises et sociétés. elle consiste en un traitement spécifique et privilégié de leur courrier en raison de l’importance de celui-ci. Ce traitement est administré par un service spécial.
- Le courrier officiel:  c'est un traitement spécifique qui permet de collecter, d’acheminer et de distribuer le courrier des services de l’État et de ses démembrements sur le territoire national. Le courrier officiel est une prestation identique à celle du courrier d’entreprise mais qui s’adresse à l’administration publique.
- La Philatélie: Les timbres–poste sont des vignettes d’affranchissement pour le courrier confier à la poste mais également de précieux documents de culture sur lequel sont représentés l’histoire, la culture, la faune, la flore, l’artisanat, les grands hommes, les événements, les paysages d’un pays. La philatélie est l’art qui consiste à l’étude, la collection et la commercialisation des timbres–poste et des objets connexes.
- Les Boites Postales: LA POSTE BF offre à sa clientèle une infrastructure importante de distribution à travers son parc de boîtes postales reparties dans l’ensemble des agences.
La boîte postale permet aux particuliers et aux entreprises de disposer d’une adresse sûre pour recevoir à tout moment leurs courriers. La boîte postale est l’adresse qui permet à une personne physique ou morale de disposer à tout moment de son courrier, de faciliter la distribution de son courrier et d’assurer une sécurité maximum du courrier.
Les prix sont fonction des catégories de boite postale.
Avec la SMART BP qui est la Boite Postale numérique de La Poste BF:
- c'est un grand parc disponible pour toute personne physique ou morale;
- vous recevez des alertes pour toutes réceptions de courriers;
- Vous recevez vos courriers aux guichets de La Poste BF
- l'abonnement est facile et le tarif est accessible pour tous
- disponible dans toutes les agences de La Poste BF
- La machine à affranchir: Ce service est mis à la disposition des personnes morales ayant des quantités importantes de courrier à expédier. L’opération se fait au moyen d’un appareil qui imprime directement sur les envois les marques d’affranchissements ou sur les vignettes destinée à être collées. Cette machine est installée au domicile des clients qui en expriment le besoin.
- L’assistance courrier: Afin d’améliorer la distribution du courrier des grands comptes, la POSTE BF a développé une solution en un pack dénommé « assistance courrier ». L’assistance courrier intègre les prestations suivantes :  
La gestion des plis non distribués ;
Le traitement du courrier à domicile (mise sous plis, tri par destination) ;
Le relevage et la distribution du courrier à domicile ;
La liaison inter-services (un livreur mis à la disposition de l’entreprise pour distribution de son courrier en intra-urbain)
- Les colis postaux: C’est le service de collecte, d’acheminement et de livraison d’envoi d’un poids relativement élevé à l’intérieur du Burkina Faso et à destination de tous les pays membres de l’union postale universelle. Le poids maximum accepté atteint 30kg au Burkina Faso et dans la plupart des pays correspondants. Il permet aux clients de faire venir ou d’expédier des marchandises tel que les effets d’habillement, les pièces détachées, les produits alimentaires, les appareils électroménagers et divers
- Le publipostage: Le publipostage est une prestation de service assurée par la poste et qui consiste à mettre en relation une entreprise à une clientèle précise ou non au moyen de message publicitaire sous plis dont la distribution se fait à travers la boîte postale. Il existe deux (02) types de publipostage qui sont : 
Le publipostage adressé ;
Le publipostage non adressé.
- Fasoranana: La Marketplace de La Poste Burkina Faso. Premier site de vente, d'achat et de livraison facile au Burkina Faso. https://www.fasoranana.bf

### Produits financiers
Épargne, chèques postaux, transfert d’argent et change.
- Le compte d’épargne ordinaire :
Le compte d’épargne ordinaire est un service qui permet, à toute personne physique, morale ou mineur qui a le désir de placer ses fonds à la Caisse Nationale d’Épargne à un taux véritablement rentable de 3,5% net d’impôts.   
- Le compte d’épargne retraite :
Le compte d’épargne retraite est un compte de dépôt à terme. Il est caractérisé par un taux d’intérêt de 4% net d’impôt ;
- Le compte d’épargne Baraka 
c’est un compte d’épargne destiné aux épargnants à revenu modeste.
- Le compte d’épargne Bangré: ce produits permet aux parents, aux étudiants, aux particuliers et aux travailleurs d'épargner en vue de financer les études de leurs enfants ou leurs propres études.
-  
- Le compte d’épargne Baara: un compte destiné à toute personne physique majeur ou morale (association, entreprise, …), vivant au Burkina Faso ou à l’étranger, d’épargner sur le court, moyen et long terme pour financer un projet. Il est caractérisé par 
- Les produits du centre de chèque postaux La POSTE BF offre à travers le centre des chèques postaux, la possibilité à toute personne désireuse d’ouvrir un compte courant postal dont les services sont les suivants :
Les virements postaux nationaux et internationaux ;
La domiciliation des salaires ;
L’encaissement des chèques au profit du titulaire ou non de comptes CCP.

### Produits de transfert d’argent
Transferts locaux : 
- Téliman est un système de transfert électronique d’argent qui relie toutes les agences de poste du Burkina Faso
Les produits de transfert d’argent en partenariat : LA POSTE BF s’appuie sur un réseau fiable de partenaires locaux et internationaux :   
•Western Union  
•Small World 
•Quick Cash  
•Juba express 
•RIA  
•Mandat Express International 
•Moneygramme
•SIKACASH

## Couverture géographique

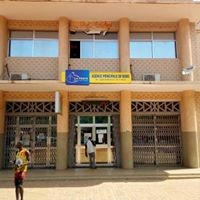

Au 14/08/2020, le réseau postal burkinabé était composé de 116 agences reparties sur tout le territoire national.

## Certification ISO
LA POSTE BURKINA FASO, engagée depuis 2018 dans une démarche de certification ISO 9001 V 2015, a obtenu le précieux sésame en mai 2019.
L’audit réalisé en février 2019 par le cabinet international PECB MS basé à Montréal au Canada et réputé sérieux et très crédible sur la place internationale a été positivement concluant et la certification a été accordée à LA POSTE BF pour ses activités courriers dans les deux grandes villes du pays (Ouagadougou et Bobo-Dioulasso).

## Identité visuelle

Ancien logo.

- Liste d'opérateurs postaux